# Molophilus (Molophilus) pectinatus
Molophilus (Molophilus) pectinatus is een tweevleugelige uit de familie steltmuggen (Limoniidae). De soort komt voor in het Neotropisch gebied.